# Агнец
Агнецът, т.е. малкото на овцата, е често използван символ в различни култури. В китайската митология агнето е символ на синовната почтителност. В юдаизма, то символизира бъдещия Месия - „агнето без недостатък“, обладаващо благост, кротост, младежка невинност, смиреност, чистота, неопетненост. Неговата непорочност обезсилва злите магьосници. Оттам преминава в християнството, като символ на Исус Христос и на неговото разпятие - пожертван, за да изкупи греховете на хората.

## Използване
Използва се често в символиката на християнското изкуство, включително в комбинации с други фигури. Йоан Кръстител с агнец, изобразява предтечата, провъзгласяващ идването на Христос. Изобразени един до друг, агнецът и лъвът олицетворяват състоянието на съвършено райско блаженство. Христос с агне на ръце представлява Добрият пастир (от едноименната притча), който се грижи за стадото си/води своето паство и спасява и връща в правия път заблудената овца (т.е. грешника). Агнето заедно с кръста символизира разпъването му на кръст; агнецът с хоругви – възкресението. Агнето, заобиколено от овце, олицетворява Христос с неговите апостоли.
Агнецът от Апокалипсиса с книгата и седемте печата олицетворява Христос като съдник при Второто пришествие. Агнецът от Апокалипсиса със седем рога и седем очи изразява седемте дара на Духа (Светия дух). Агнецът на хълм с четири потока символизира Църквата, като седмият хълм е Църквата, а потоците са четирите реки в Едемската градина и четирите Евангелия. 
В Библията агнецът се използва още и като метафора за вярващи хора, понякога и новоповярвали (неофити) - особено с детински ум, а също и като сравнение със съдбата на онези, които са предопределени да бъдат съдени от Бога, например с тази на лъжепророк. Самият Агнецът Божи олицетворява непорочният и чист Христос (едновременно страдащ и триумфиращ, като „всесъжение“ и „вседържател“, в мъки и възкресение), поради което е символ на новопокръстения в негово име и на мистичното му прераждане.